# Nongshim
Nongshim (hangul: 농심; hanja: 農心; RR: Nongshim) är ett sydkoreanskt mat- och dryckesbolag grundat 1965. Det har sitt huvudkontor i Seoul.